# Doki-Doki
Doki-Dokiは、フランスのバンド・デシネの出版社Bamboo Éditionが2006年4月に開設した漫画レーベル。
名前は日本語の擬音語「ドキドキ」が由来で、「編集部の心を動かし、ドキドキさせた」日本の漫画をフランス語で出版している。

## 沿革
2006年に設立されたDoki-Dokiは、当初、2003年よりBamboo Editionで勤務しているArnaud Plumeri(プリュムリ・アルノ)と日仏翻訳者Sylvain Chollet(ショレ・シルヴァン)が共に運営していた。
長年にわたり、コレクションの編集方針は、一方ではファンタジー、サイエンス・フィクション、異世界もの、他方ではより現実的なアクションバトル、人間ドラマやギャグを志向してきた。主に少年漫画、青年漫画を出版しているが、最近、動物系、特に猫系の漫画も多くなった。
2016年にSylvain CholletがDoki-Dokiから退き、Arnaud Plumeriが単独でディレクター・代表者となった。

## フランスで注目の出版物
- Sun-Ken Rock (2008) 原作: Boichi (著)『サンケンロック』（少年画報社）
- The Rising of the Shield Hero (2016) 原作: アネコユサギ (著)、あいやーぼーる(作画)『 盾の勇者の成り上がり』(MFコミックス)
- Dédale (2016) 原作: たかみち (著)『百万畳ラビリンス』（少年画報社）
- Mushoku Tensei (2017) 原作: 理不尽な孫の手 (著)、藤川祐華 (作画)『無職転生 〜異世界行ったら本気だす〜』（MFコミックス）
- Ken'en (2018) 原作: 風越洞 (作)、壱村仁 (画)『けんえん。』（マッグガーデン）
- Félin pour l'autre! (2019) 原作: 灘谷航 (著)『ねこったけ!』（小学館）
- Classroom for Heroes (2019) 原作: 新木伸 (著)、岸田こあら (作画)『英雄教室』（スクウェア・エニックス）
- The Eminence in shadow (2022) 原作: 逢沢大介 (著)、東西 (画)『陰の実力者になりたくて!』（角川コミックス・エース）